# Bravo-Jahrescharts 1960
Die Jugendlichen des Jahres 1960 hörten verträumte Lieder, die die Sehnsucht nach der Ferne verkörperten wie der Platz Nummer eins von Lolita mit ihrem Seemannslied oder die die ewige Treue zum Inhalt haben wie Heidi Brühls größter Hit Wir wollen niemals auseinandergehn. Der Red River Rock auf dem 7. Platz war ein reines Musikalstück. Der Sommerhit des Jahres Marina hatte zur Folge, dass zahlreiche Mädchen des Jahrgangs 1960 mit eben jenem Vornamen beglückt wurden. Überraschend ist der 10. Platz von Chanson-Legende Édith Piaf mit dem französischen Chanson Milord. Erstmals (zwar auf den hinteren Plätzen) taucht Elvis Presley in den Charts auf, jedoch mit dem völlig untypischen ’O sole mio auf Platz 15. Weitere Schlagerevergreens, die sich auf den hinteren Plätzen platzieren konnten, waren Vico Torrianis Kalkutta liegt am Ganges auf Platz 12 und Morgen von Ivo Robic punktgleich mit Elvis auf Platz 15. Die schlechten Platzierungen der amerikanischen Rockstars liegen aber auch an den Rundfunksendern, die zu jener Zeit eher den breiten Publikumsgeschmack bedienten und angloamerikanische Titel eher selten spielten.
Die BRAVO-Jahrescharts erschienen original in der Ausgabe 4/1961 der Jugendzeitschrift unter der Rubrik Bravo-Musicbox 1960. In der Broschüre Die BRAVO-musicbox von Christian Müller (2000) wurde eine Rangfolge der in den wöchentlichen Musicboxen aufgeführten Titel nach einem Punktesystem in den Hits des Jahres zusammengestellt.

## BRAVO-Musicbox 1960
1. Seemann (deine Heimat ist das Meer) – Lolita
2. Unter fremden Sternen – Freddy Quinn
3. Banjo Boy – Jan und Kjeld
4. Marina – Rocco Granata
5. Morgen – Ivo Robić
6. Ein Schiff wird kommen – Lale Andersen, Caterina Valente
7. ’O sole mio – Elvis Presley
8. Wir wollen niemals auseinandergehn – Heidi Brühl
9. Rosalie, mußt nicht weinen – Caterina Valente
10. Muß i denn zum Städtele hinaus – Elvis Presley
11. Kalkutta liegt am Ganges – Vico Torriani
12. Kein Land kann schöner sein – René Carol
13. Milord – Édith Piaf
14. Die Liebe ist ein seltsames Spiel – Connie Francis
15. Va bene – Peter Kraus
16. Midi Midinette – Conny
17. Ich zähle täglich meine Sorgen – Peter Alexander
18. Gitarren klingen leise durch die Nacht – Jimmy Makulis
19. Mustafa – Leo Leandros
20. Moonlight – Ted Herold

## Die Hits des Jahres 1960
(nach Peter Müller)
1. Seemann (deine Heimat ist das Meer) – Lolita – 484 Punkte
2. Marina – Rocco Granata – 453 Punkte
3. Moonlight – Ted Herold – 397 Punkte
4. Wir wollen niemals auseinandergehn – Heidi Brühl – 389 Punkte
5. Unter fremden Sternen – Freddy Quinn – 376 Punkte
6. Kein Land kann schöner sein – René Carol – 367 Punkte
7. Red River Rock – Johnny and the Hurricanes – 331 Punkte
8. Marina – Will Brandes – 315 Punkte
9. Banjo Boy – Jan und Kjeld – 312 Punkte
10. Milord – Édith Piaf – 302 Punkte

## Bravo-Otto-Wahl 1960
1960 wählten die Bravo-Leser zum ersten Mal ihre beliebtesten Sänger und Sängerinnen des Jahres mit folgendem Ergebnis. Erstaunlich war hier, dass der Superstar Elvis Presley ohne jeglichen Charterfolg bei Bravo dennoch den dritten Platz belegen konnte.

### Sänger
1. Goldener Otto: Freddy Quinn
2. Silberner Otto: Peter Kraus
3. Bronzener Otto: Elvis Presley

### Sängerinnen
1. Goldener Otto: Conny Froboess
2. Silberner Otto: Caterina Valente
3. Bronzener Otto: Heidi Brühl